# Bucklandiella grimmioides
Bucklandiella grimmioides là một loài Rêu trong họ Grimmiaceae. Loài này được (Herzog) Bednarek-Ochyra & Ochyra mô tả khoa học đầu tiên năm 2003.